# جوك باترفيلد
جوك باترفيلد (بالإنجليزية: Jock Butterfield)‏ هو لاعب دوري الرغبي نيوزيلندي، ولد في 18 يناير 1932 في Taylorville, New Zealand ‏ في نيوزيلندا، وتوفي في 14 فبراير 2004 في بريزبان في أستراليا.